# 社会学史
社会学史（しゃかいがくし）は、社会学の歴史である。

## 概要
社会学はフランス革命のすぐ後に、実証的な「社会の学問」として啓蒙思想から生まれた。社会学はその起源を科学哲学や知識の哲学の様々な重要な運動に負っている。しかしながら、一般的な哲学の蓄積に由来する広い意味での社会分析が必然的にこの分野に先行している。近代的な学問としての社会学は近代化・資本主義・都市化・合理化・世俗化にたいする反応として興隆しており、近代国民国家(の規定物たる制度、構成要素たる社会化、手段たるサーベイランス)の発生に特に強い関心を抱いている。社会学的な言説はしばしば、啓蒙よりもむしろ近代化という概念を強調する点で、古典的な政治哲学と区別される。
社会学は比較的短い期間に大きく発展もすれば分岐もしたが、どちらも方法論的な問題の結果、特に経験主義に対する無数の反応の結果である。社会学史上の議論は大雑把には、構造と行為主体性のいずれが優位であるかという理論面の論争だと特色づけられる。現代の社会理論はこの対立の和解を行おうとする傾向にある。20世紀中頃には言語論的転回・文化論的転回によって社会分析に対する理論社会学的・哲学的アプローチがとられることが多くなった。逆に、ここ数十年ほどの間には新たに分析的・計算機的な厳密な手法が興隆している。
量的な社会調査の手法は政府・企業・機関の行う一般的手法となり、他の社会科学においても利用されている。このため、社会学の領域では社会調査にある程度の自律性が認められている。同様に、「社会科学」という術語は社会や人類の文化を研究する様々な分野を指す包括的名称として使われるようになった。

## 先駆者

### 古代
社会学的推論は少なくとも古代ギリシアにまで遡る(クセノファネスの発言を参照: 「馬が神を崇拝していたら、神は馬に似ていたであろう」)。原始的な社会学的調査は創立期の西洋哲学の文献に見いだされる(ヘロドトス、トゥキュディデス、プラトン、ポリュビオス等々)だけでなく孔子のような非ヨーロッパ系の思想にも見出される。古代ギリシアの社会学的思惟を特徴づける傾向の起源は社会環境に求められる。その国家では広範囲で強く中央集権的な政治機構が稀であったために、地方主義・地方かたぎといった部族根性が自由な役割を演じられた。この地方主義・地方かたぎのような部族根性によって社会的現象に対するギリシア的な思惟のほとんどが可能になったのである。調査の起源は1086年にイングランドのウィリアム1世が行ったドゥームズデイ・ブックに遡る。
初期ムスリム社会学の形跡が14世紀から見つかっている。イブン・ハルドゥーン(1332年–1406年)が著書『ムカッディマー』(後に『プロレゴメナ』なる題でラテン語訳された)を著して、社会的結合・社会的軋轢を定式化する理論において初めて社会哲学・社会科学を発展させた者となった。そのため彼を社会学の先駆者とみなす者もいる。

## 起源

### コント、スペンサー、マルクス

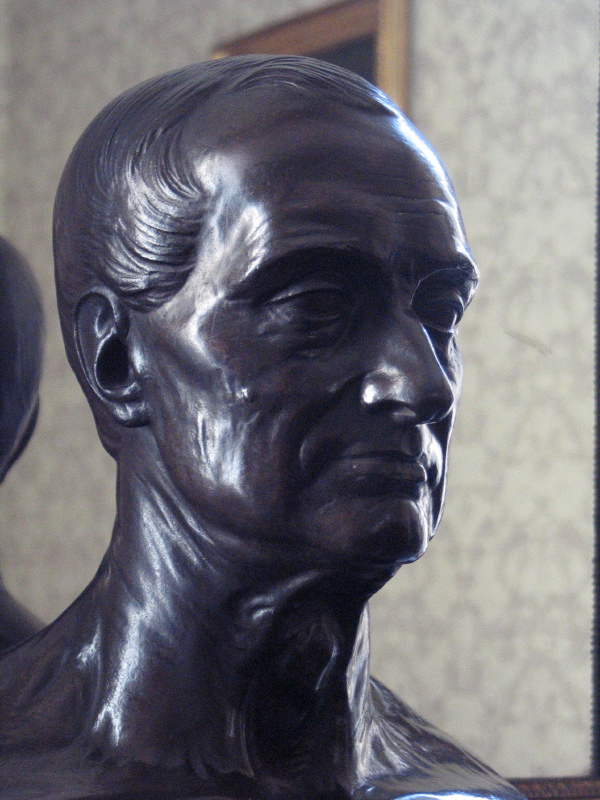
オーギュスト・コント

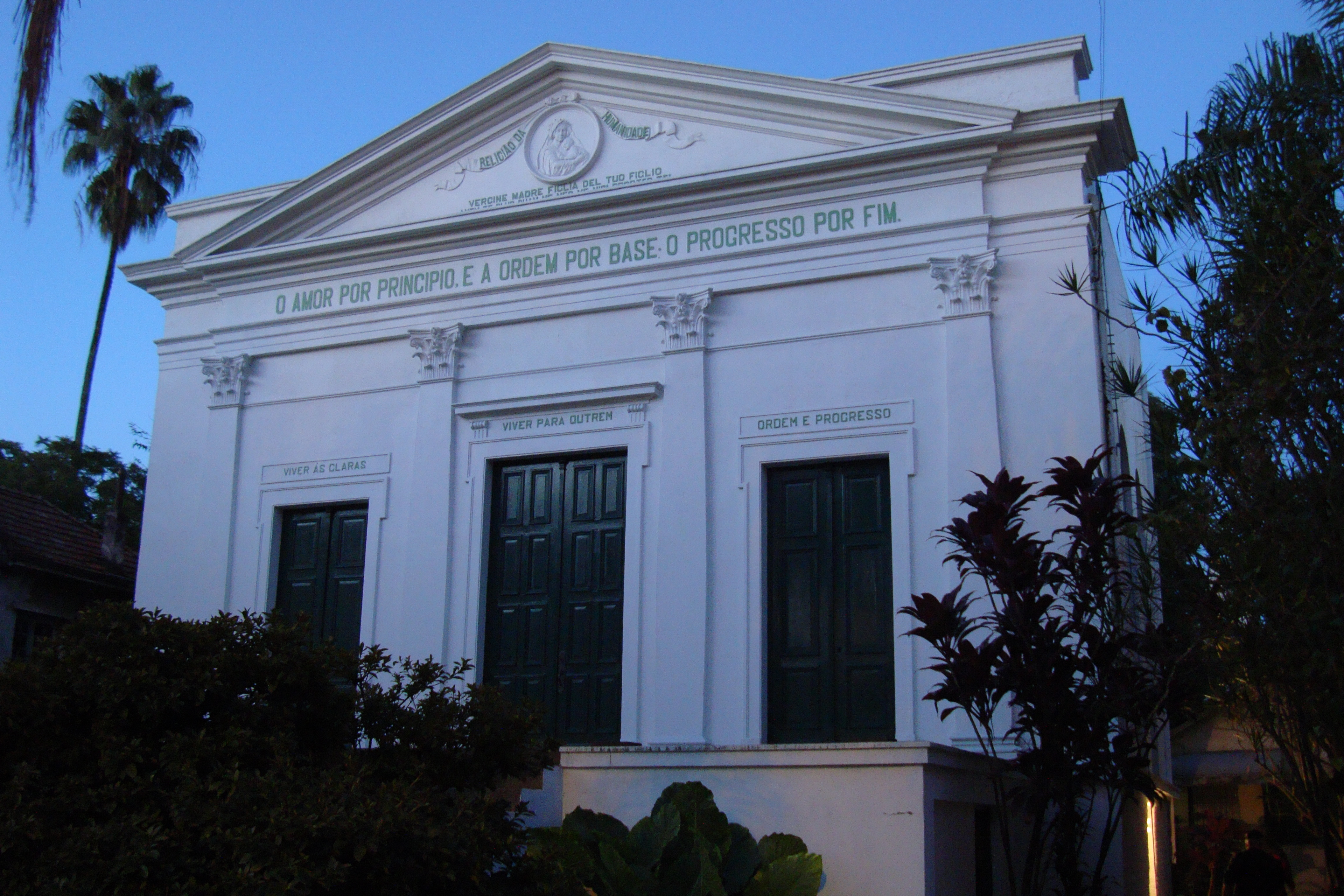
ポルト・アレグレにある実証主義の聖地

社会学(仏: sociologie)という術語は最初にフランスの随筆家アベ・シエイエス(1748年–1836年)によって造語された (ラテン語: socius、「仲間」; および接尾辞 -ology、「～の研究」、ギリシア語λόγος「知識」より)。
この術語はこれとは独立に1838年にフランスの思想家オーギュスト・コント(1798年–1857年)によって新語として再発明・紹介された。コントは初期には自身の研究を「社会力学」(仏:physique sociale)と称したが、この言葉は他の人々、特にベルギーの統計学者アドルフ・ケトレー(1796年–1874年)によって専有されていた。コントは社会契約の独創的な啓蒙社会哲学者に倣って著述し、社会領域の学的理解を通じて全ての人間に関する研究を統一しようとした。彼独自の社会学スキームは19世紀の人文主義者に特有のものであった; 全ての人間の生は個々の歴史的段階を通過し、そしてもしこの発展を把握できれば社会的病理の処方箋を書けるようになると彼は信じていたのである。コントのスキームでは、社会学は「学問の女王」となるはずであった; 全ての基本的な物理科学が初めに来て、ほとんど根本的に異なる人間社会の科学自体がそれに後続するというのである。以上のことから、コントは「社会学の父」とみなされるようになった。コントは自身の広範な科学哲学を『実証哲学講義』[1830年-1842年]と名付けたが、一方『実証主義の一般的視点』(1865年)では社会学特有の目的が強調された。
後半生では、コントは、かつて伝統的信仰に担われていた結合機能を果たすために、実証主義社会の「人類教」を発展させた。1849年に、彼は「実証主義暦」と呼ばれる改暦を提案した。側近者であるジョン・ステュアート・ミルにとって、「良いコント」(『実証哲学講義』の著者)と悪いコント(世俗宗教的な『機構』の著者)を区別することは可能であった。『機構』は失敗したが、チャールズ・ダーウィンの『種の起源』の出版に遭遇して、19世紀の世俗的ヒューマニズム組織の激増に対して、特にジョージ・ヤコブ・ホリョークやリチャード・コングリーヴといった世俗主義者の著作を通じて影響を与えた。ジョージ・エリオットやハリエット・マーティノーといったコントの英語圏での信奉者は彼の機構の非常に盛大な儀式のほとんどを否定しているにもかかわらず、人類教という概念自体とコントが「他者のための生」(仏:vivre pour altrui、Altruismという単語の由来)を至上命令としたこととは好んだ。

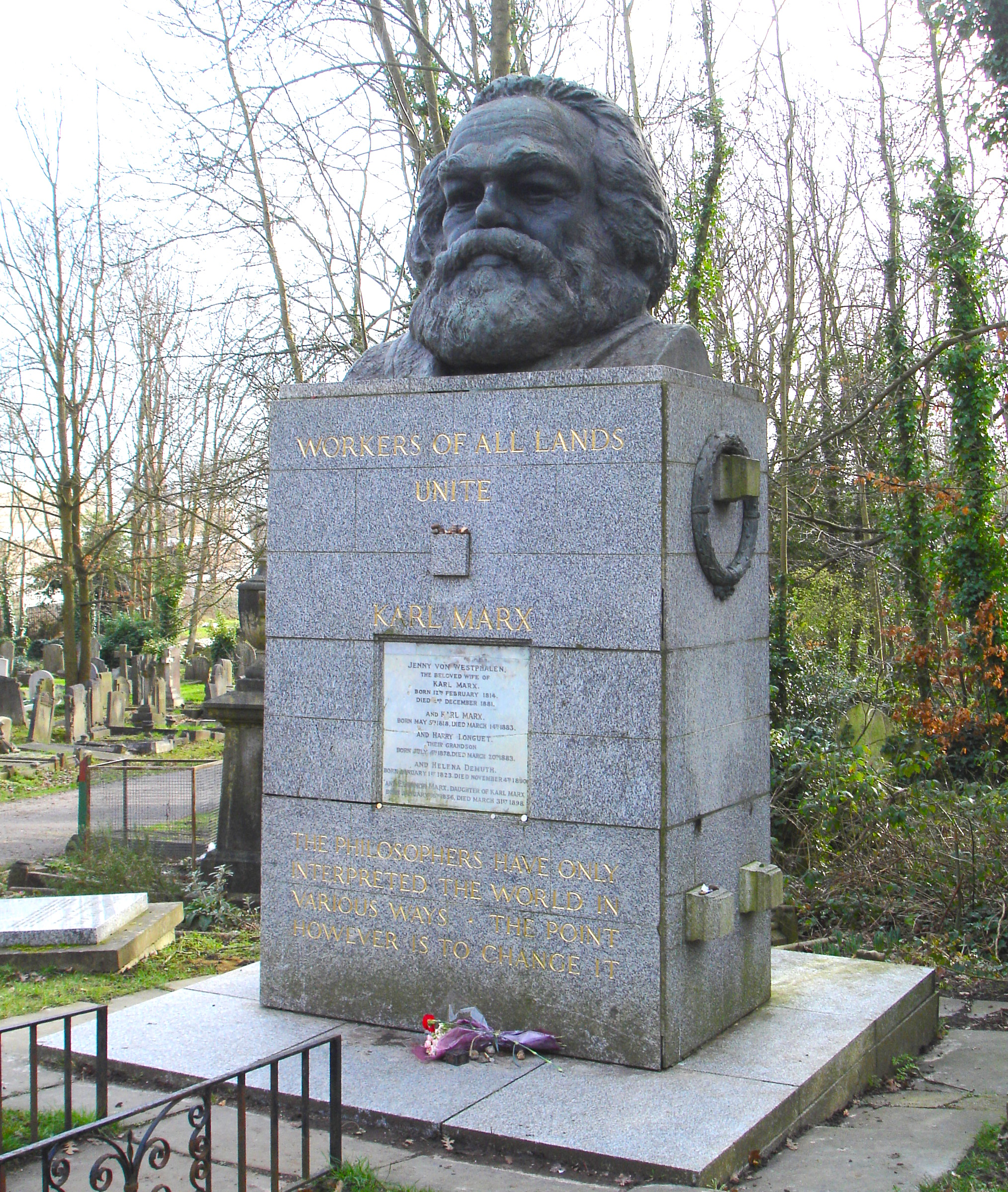
カール・マルクスはコントの実証主義社会学を否定したが、構造主義社会学の形成に中心的な影響を及ぼした。

コントによる社会進化の説明はカール・マルクス(1818年–1883年)の、人間社会は共産主義という頂点を目指す発展の途上にあるという思想との類似性をはらんでいる。これは、初期のユートピア的社会主義者でかつてコントの師であったアンリ・ド・サン＝シモン(1760年–1825年)から両者が大きく影響を受けていることを鑑みれば驚くべきことではないだろう。両者は世俗化の波に乗っており、新しい科学的イデオロギーを発展させる傾向にあった。マルクスはヘーゲル主義の伝統に立って実証主義的方法を否定したが、それにもかかわらず「社会の科学」を発展させようという試みの中で、後のより広い意味での社会学の創設者の一人とみなされるようになった。アイザイア・バーリンはマルクスを「その称号を請求しうる者の中でも」近代社会学の「真の父」であると評している。
この引用文にもみられるように、ハーバート・スペンサー(1820年–1903年)はしばしばコントの追随者とみなされるが、彼は生前からこのことを嫌っており、コントを全く読んだことがなかったことを自叙伝に記している; 進化生命学の諸種の発展に倣って書いて、スペンサーは今日社会ダーウィニズム的とみなされるような術語を使って社会学を(いたずらに)再定式化しようとした(スペンサーは実際のところはダーウィニズムというよりラマルキズムの唱道者であった)。

### その他の先駆者
特に啓蒙時代の社会契約理論家やアダム・ファーガソン(1723年–1816年)のような歴史家といった、その他多くの哲学者・学者が社会学の発展に影響を及ぼしている。自身の社会契約論の為に、ファーガソンは自らを「近代社会学の父」と評した。「社会学」という術語を使用した他の著作として、北米の法律家ヘンリー・ヒューズの『理論的・実践的社会学論』とアメリカの法律家ジョージ・フィッツヒューの『南部のための社会学、あるいは自由社会の失敗』がある。どちらも1854年、アンテベラム期アメリカの奴隷制に関する議論の文脈で発表された。英国の哲学者ハーバート・スペンサーの『社会学の研究』は1874年に発表された。アメリカ社会学の父とされることもあるレスター・フランク・ウォードは1883年に『動的社会学』を発表した。ホイッグ党の社会理論家でコントの著作の多くを英訳したハリエット・マーティノーは最初の女性社会学者として名を挙げられる。
その他様々な社会史家・経済学者が古典的社会学者と認知されているが、その最たるものがロベルト・ミヒェルス(1876年–1936年)、アレクシ・ド・トクヴィル(1805年–1859年)、ヴィルフレド・パレート(1848年–1923年)、ソースティン・ヴェブレン(1857年–1926年)らであろう。古典的社会学の文献は概して、純粋に道徳的、規範的、あるいは主観的であろうとするよりもむしろ科学的、体系的、弁証的であろうとする点で政治哲学と区別される。資本主義の発展と結びつけて考えられる新たな階級構造も重要視され、さらに社会学的文献をルネサンスや啓蒙時代の政治哲学から分離している。

## 学問領域としての確立
19世紀後期から20世紀初期の古典的社会学の理論家にはルドヴィク・グンプロヴィッチ(1838年–1909年)、フェルディナント・テンニース(1855年–1936年)、エミール・デュルケーム(1858年–1917年)、ゲオルク・ジンメル(1858年–1918年)、マックス・ヴェーバー(1864年–1920年)、カール・マンハイム(1893年–1947年)がいる。彼らの多くは自身を厳密な意味での「社会学者」とは考えておらず、法哲学、経済学、心理学、哲学にしっかりと取り組んでいた。
形式的・学術的な社会学は1895年にデュルケームがボルドー大学にヨーロッパで初めての社会学部を創設し、『社会学的方法の規準』を発表したことに始まる。1896年には彼は『社会学年報』を創刊した。デュルケームの影響力の高い論考『自殺論』(1897年)はカトリック、プロテスタント、ユダヤ教という宗教別自殺率に関する事例研究であり、社会学的分析を心理学や哲学から区別した。本書は構造機能主義という概念に対しても大きく貢献した。
アメリカ合衆国において「社会学」と銘打たれた講義は1875年にウィリアム・グラハム・サムナーによって初めて行われ、ヨーロッパでデュルケームの研究が進んでいるのに対してコントやスペンサーの思想に追随した。これに次いで古いアメリカ合衆国での社会学の講義は1890年にカンザス大学で開かれ、フランク・ウィルソン・ブラックマーが教鞭をとった。1891年にはカンザス大学で歴史社会学部が創立され、最初の完全に独立した社会学部は、1895年に『アメリカ社会学誌』を創刊したアルビオン・ウッドベリー・スモールによって1892年にシカゴ大学に創設された。アメリカの社会学はヨーロッパの社会学とは明らかに異なる方向へ興起した。シカゴ大学でジョージ・ハーバート・ミードおよびチャールズ・ホートン・クーリーがシンボリック相互作用論や社会心理学の発展に影響を及ぼし、一方レスター・フランク・ウォードは1883年に『動的社会学』を発表して科学的方法の根本的な重要性を強調した。
イギリスで最初の社会学部は1904年にロンドン・スクール・オブ・エコノミクスに創設された。1919年には、新たに反実証主義社会学を創始したマックス・ヴェーバーによってドイツのミュンヘン大学に社会学部が創設された。1920年にはポーランドでフロリアン・ヴィトルド・ズナニェツキ(1882年–1958年)によって社会学部が創始された。フランクフルト大学の「社会研究所」(後に批判理論で有名なフランクフルト学派の牙城となる)は1923年に創設された。批判理論は第二次世界大戦後にそれ自身の生の何かを引き受け、カルチュラル・スタディーズのバーミンガム学派や文学理論に影響した。
社会学の国際的な共同研究は1893年にルネ・ウォルムス(1869年–1926年)が小規模な国際社会学協会を創設したことに始まるが、1949年以降はより大きな国際社会学会がそれを凌いだ。1905年には世界最大の社会学研究者の団体であるアメリカ社会学会が創始され、レスター・フォードがこの学会の初代会長に選出された。

### 社会学のバイブル:デュルケーム、マルクス、ヴェーバー

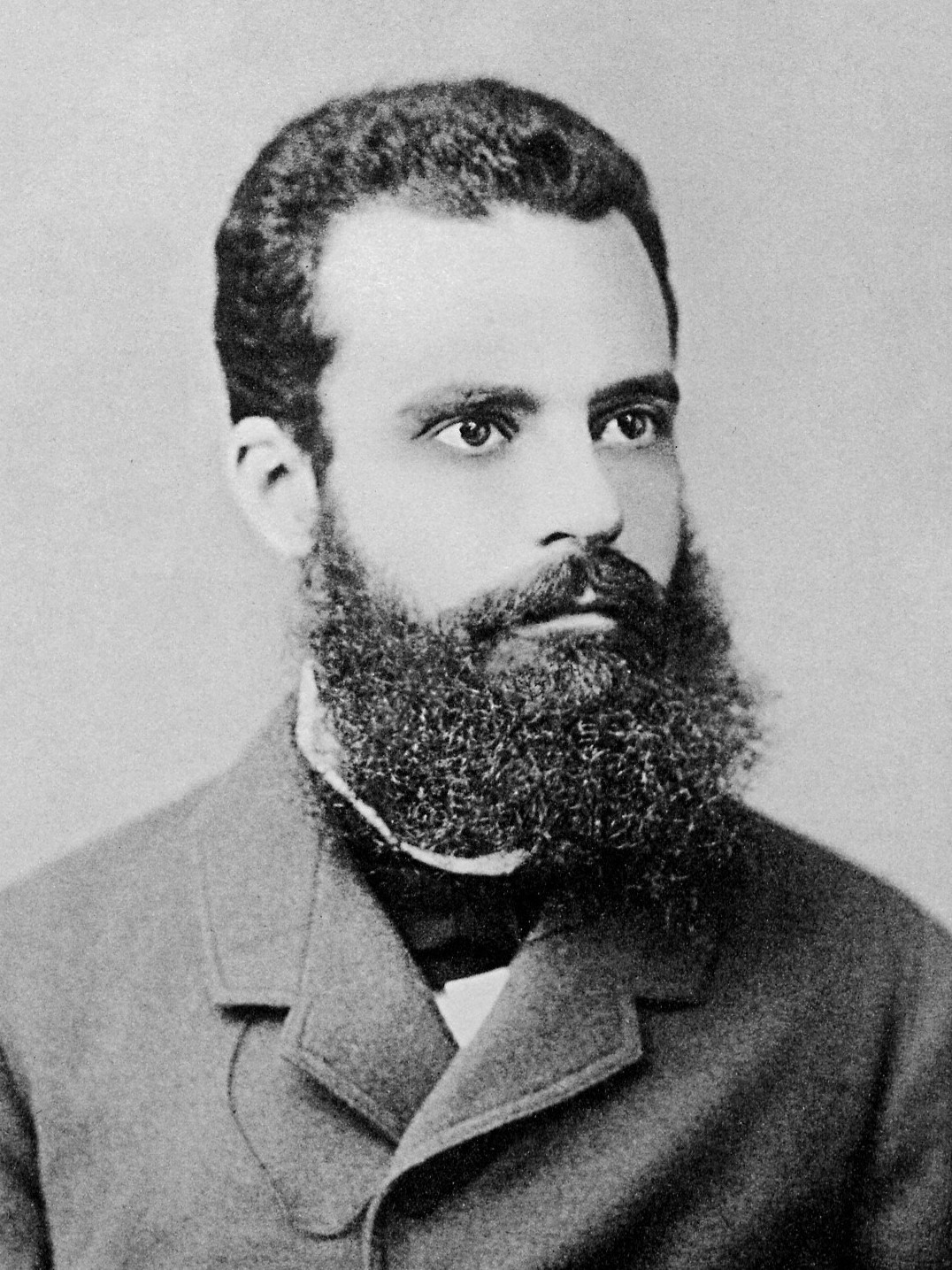
ヴィルフレド・パレート

デュルケーム、マルクス、ヴェーバーが特に近代社会科学の三大創始者として言及される。デュルケームおよびヴェーバーを頂点とする社会学の「古典のバイブル化」は部分的には、両者をアメリカの大衆に紹介したことでよく知られるタルコット・パーソンズに負っている。パーソンズの『社会的行為の構造』(1937年)はアメリカの社会学派を統合して、社会学が最も早く成長することを議題とした。ただし、『社会的行為の構造』はパーソンズの思想的遍歴を反映した内容になっている関係上、マルクスやジンメルではなくヴィルフレド・パレートがヴェーバーやデュルケームと並んで取り上げられている。彼のバイブルは「一つの理論的枠組み、つまり前の半世紀の間の社会学の純粋な科学的発展によって事実上正当化された枠組み、の背後にある多様な社会理論学派を統合する」という願望に導かれていた。初期のアメリカ社会学においてマルクスが果たした役割はパーソンズに帰される のと同じだけ広範な政治的傾向にも帰される一方で、デュルケーム、ヴェーバーとともにマルクスが三大「古典的」社会学者として確立されて以降、ヨーロッパの社会思想に対するマルクス主義の支配が長く続いた。

## 19世紀:実証主義から反実証主義へ
初期の理論家たちによる社会学に対する方法論的アプローチは概して社会学を自然科学と同じやり方で扱うものであった。あらゆる社会学的な主張・発展に議論の余地のない基盤を与えるために、そして哲学のようなより経験的でない学問から社会学を区別するために、経験主義と科学的方法の強調が追求された。この社会学的実証主義と呼ばれる立場が基づいている仮定は、真の知識とは科学的知識のみであり、そういった知識は厳密的に科学的・定量的な研究を通じて理論を確認することによってのみ得られるというものであった。エミール・デュルケームは理論に基づいた経験的研究の唱道者であり、相互関係を追求して、構造的法則つまり「社会的事実」を発見した。彼にとって、社会学とは「制度、制度の起源、制度の機能、の研究」といえるものであった。デュルケームは社会学的発見を政治的改革や社会的団結の追求に適用することに尽力した。今日、デュルケームの実証主義の学問的説明は誇張や過度の単純化に対して弱いといえる: コントは、社会領域はボクシングと同じ方法で科学的分析の主題になり得ると仮定した唯一の有名な社会学思想家であり、対してデュルケームは根本的な認識論的限界をかなりの程度認めた。
実証主義に対する反動はゲオルク・ヴィルヘルム・フリードリヒ・ヘーゲル(1770年–1831年)が経験主義を無批判的だとして退け、決定論を過度に機械論的だとみなした際に始まった。カール・マルクスの方法論はヘーゲルの弁証法からの借り物であるが実証主義を拒絶して批判的分析を好みもし、思い違いを排除することで「事実」の経験的な獲得 を補おうとした。観察されたものは単純に記述されるよりもむしろ批判に曝されるべきだと彼は主張した。それにもかかわらず、マルクスは史的唯物論の経済的決定論に基づいた「社会の科学」を作り出そうと尽力した。ヴィルヘルム・ディルタイ(1833年–1911年)やハインリヒ・リッケルト(1863年–1936年)といった他の哲学者は、人間文化を形作る人間社会に特有の様相(意味、記号、その他)のために自然世界は社会的世界から区別されると主張した。
20世紀になると、ドイツの社会学者の最初の世代が方法論的反実証主義を形式的に導入し、研究を人間の文化的規範、価値、記号、主観的視点から見た社会の過程に集中すべきだと主張した。マックス・ヴェーバーは、社会学は因果関係―特に理念型、つまり複雑な社会現象の仮定的な単純化、の間の関係―を同定できるので大雑把には「科学」と言えると主張した。しかし反実証主義者として、ある者は自然科学者が求めるもののように「非歴史的・不変的・一般化可能」ではないものの間の関係を追究した。フェルディナント・テンニースは人間の関係の二つの基本型としてゲマインシャフトとゲゼルシャフト(「共同体」と「社会」を意味する)を提唱した。テンニースは概念の領域と社会的行為の実在の領域を間に一線を画した: つまり、前者は公理的に、演繹的方法によって扱われるべきであり(「純粋」社会学)、後者は経験的に、帰納的方法で扱われるべき(「応用」社会学)だとしたのである。ヴェーバーとゲオルク・ジンメルの両者が社会科学に対する解釈的アプローチを開拓した; つまり、外部の観察者が特定の文化集団あるいは土着民と、彼らの言葉・考え方で関係を持とうとする体系的過程というアプローチを開拓したのである。特にジンメルの著作を通じて、社会学は実証的なデータの蓄積、つまり構造法則の決定論的体系の間にあり得る特徴を受容した。ジンメルは生涯を通じて学術的な社会学から比較的孤立しており、コントやデュルケームよりもむしろ現象学や実存主義の著作家を思わせる奇異な近代分析を提示して、社会的人格の形式や可能性に特に関心を払った。彼の社会学は認識の限界に関わる新カント主義批判に携わり、カントの「自然とは何か?」という問いに対する直接的な当てつけとして「社会とは何か?」と問うた。

## 20世紀:批判理論、ポストモダニズム、実証主義の復権
20世紀初期にはアメリカ合衆国で社会学が発展し、社会文化的進化に関わるマクロ社会学と、日々の人間の社会的相互作用に関わるミクロ社会学とが興隆した。ジョージ・ハーバート・ミード(1863年–1931年)、ハーバート・ジョージ・ブルーマー(1900年–1987年)、そして後のシカゴ学派、のプラグマティックな社会心理学に基づいて、社会学者たちはシンボリック相互作用論を発展させた。1920年代には、ルカーチ・ジェルジが『歴史と階級意識』(1923年)を発表したが、一方でデュルケームとヴェーバーの著作が死後に発表された。1930年代には、タルコット・パーソンズ(1902年–1979年)が行為理論を発展させ、社会秩序の研究をマクロ要因やミクロ要因の構造的・自発的な面の研究と統合させ、また一方では、この議論をシステム理論とサイバネティクスの高度に説明的な文脈の中に位置づけた。オーストリアで、後にはアメリカ合衆国で、アルフレッド・シュッツ(1899年–1959年)は社会現象学を発展させ、これがのちの社会構築主義を形成した。同時期にフランクフルト学派のメンバーのテオドール・アドルノ(1903年–1969年)やマックス・ホルクハイマー(1895年–1973年)が批判理論を発展させ、マルクスの史的唯物論の要素とヴェーバー、フロイト、グラムシの資本主義的近代は啓蒙の中心的教理からの退去だという知見と統合―必ずしも名目上に留まらず、理論上で―した。
戦間期に、社会学は表面上の政治的支配という理由で全体主義政府によって傷つけられた。ロシア革命の後に、社会学はソ連の中で存在しなくなるまで徐々に「政治化・ボリシェヴィキ化され、最終的にはスターリン化された。」 中国では、社会学は1952年に記号学、比較言語学、サイバネティクスとともに「ブルジョワ偽科学」として禁止され、1979年まで復興しなかった。しかしながら、同時期に社会学は西側の保守的な大学でも傷つけられた。これは社会学がそれ自体の目的と権限を通じてリベラルあるいは左派思想へ向かう生得的傾向を持っているものと認識したからというのもある。社会学が有機的結合や社会的団結に関心を持つ構造機能主義者によって創設されたと仮定すれば、この考えは幾分無根拠なものとなる(が、デュルケームをアメリカの大衆に紹介したのはパーソンズであり、彼の解釈は潜在的に保守主義であるとして批判されてきた)。
20世紀中頃には一般的な―しかし普遍的ではない―傾向がアメリカ合衆国に存在した―アメリカ社会学が当時の行為理論やその他のシステム理論的アプローチの交流によって本性上さらに科学的になるという傾向が。ロバート・キング・マートンが『社会理論と社会構造』(1949年)を発表している。1960年代の転機までに、社会学的研究は道具として政府や企業によってますます世界的に用いられるようになった。社会学者たちは新しい種類の量的・質的研究法を発展させた。ポール・ラザースフェルドがコロンビア大学で応用社会学研究局を創立し、そこで社会調査の手法にも組織にも巨大な影響を及ぼした。社会学的方法に対する多大な功績のために彼は「近代経験的社会学の父」の称号を得た。ラザースフェルドによって、統計調査分析、パネル法、潜在構造分析、文脈解析において長足の進歩が遂げられた。彼は数理社会学の共同創立者の一人ともみなされている。彼の考えの多くは今日でも明らかなこととされているほど影響力が高い。
1959年に、アーヴィング・ゴッフマンが『行為と演技――日常生活における自己呈示』を発表して、ドラマツルギー分析理論を導入して、各個人が自分の印象を他者の心の中に残すために特有の表現を作ろうとしていると主張した。チャールズ・ライト・ミルズは『社会的想像力』を著し、ぼんやりした経験主義や大理論を否定して人間中心主義的な言明を力づけた。1960年代には様々な社会運動の興隆と並行して、特にイギリスで、新マルクス主義やフェミニズム第二世代のように社会的闘争を強調する紛争理論の中から文化論的転回が起こった。ラルフ・ダーレンドルフとラルフ・ミリバンドは階級闘争や先進国の先駆的理論を提示した。この時代に、宗教社会学が世俗化テーゼ、グローバリゼーション、まさに宗教的実践の定義といった新しい論題とともに復興した。ゲルハルト・エマヌエル・レンスキやジョン・ミルトン・インガーといった理論家は宗教の「機能主義的」な定義を提示した; 言い換えれば、「宗教とは何か」と尋ねるのではなくむしろ宗教は「何をするのか」と尋ねるようにしたのである。これにより、様々な新しい社会制度・社会運動がその宗教的な役割という観点から調査できるようになった。マルクス主義の理論家は類似した用語で消費者主義と資本主義イデオロギーを精査し続けた。アントニオ・グラムシの『獄中ノート』[1929年-1925年]は最終的に1970年代初頭に英語で発表された。

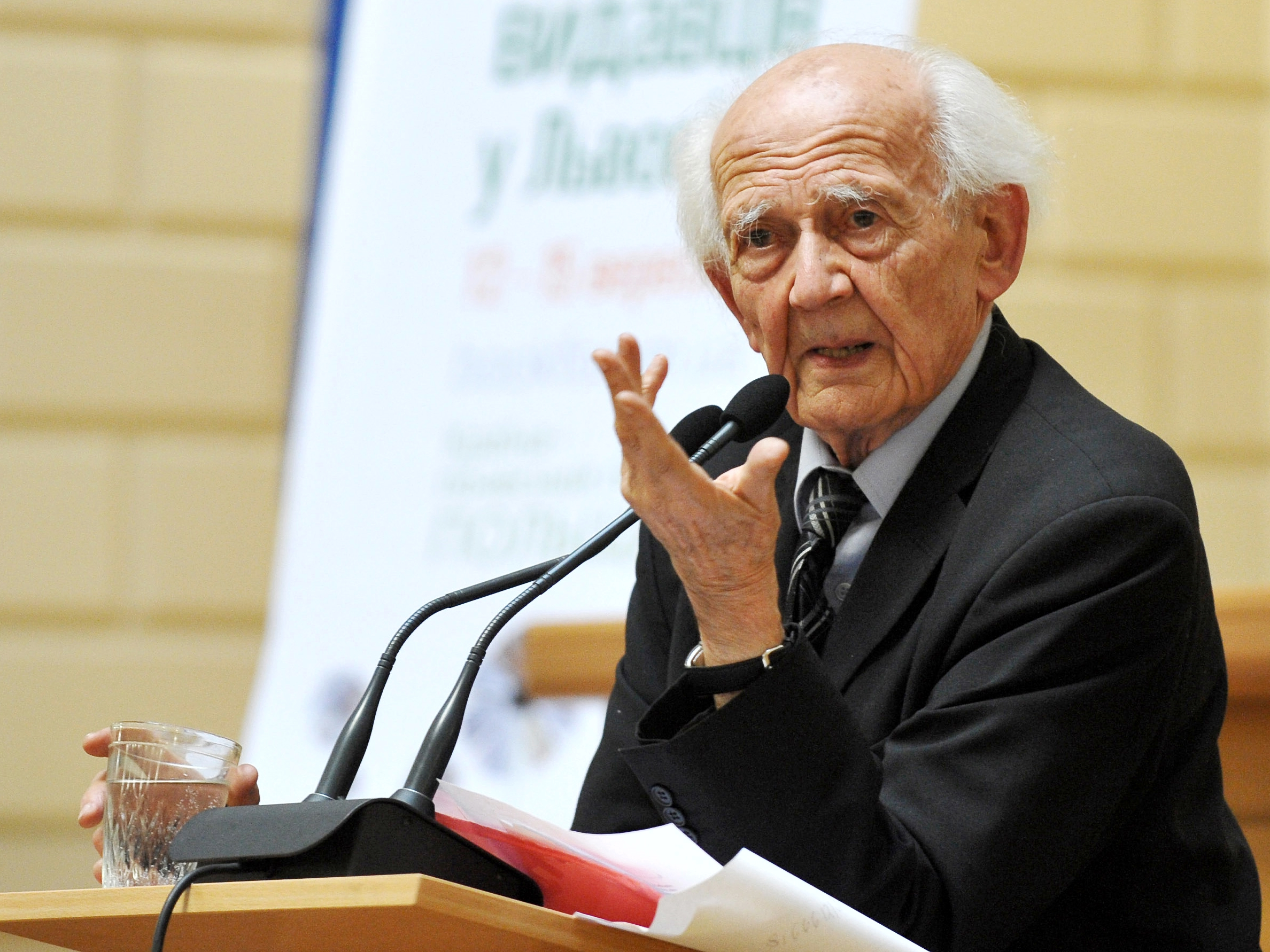
ジグムント・バウマン

1960年代～1970年代にはいわゆるポスト構造主義およびポストモダンの、古典的社会科学だけでなく構造主義や現象学を用いた理論が社会学的研究に大きな影響を与えた。間テクスト性・パスティーシュ・アイロニーといった特色を持つ文化的スタイルである「後-モダニズム」としてしばしば理解されつつ、ポストモダンの社会学的分析は(1)(特にリオタールの作品における)メタ物語の分解、(2)物神崇拝論と後期資本主義の消費活動による自己の「鏡像」(ドゥボール; ボードリヤール; ジェイムソン)、と結びついたそれぞれの「時代」を提示した。ポストモダニズムはミシェル・フーコー、クロード・レヴィ＝ストロースや、より低い度合いではあるがルイ・アルチュセールのマルクス主義をアンチヒューマニズムと調和させようという試みによって、人間主体という啓蒙的概念を否定することとも関連付けられてきた。この運動と結びつけて考えられる理論家のほとんどは積極的にこのレッテルを否定し、どちらかといえばポストモダンを分析手法というよりもむしろ歴史的現象と認める方を好む。それにもかかわらず、自覚的なポストモダン的意見が一般的に社会・政治科学において生まれ続けている。
1980年代には、フランス以外の理論家は、独立した新しい時代自体よりもむしろ近代の「第二の」様相としてのグローバリゼーション、コミュニケーション、再帰性(英: reflexivity)に注目する傾向にあった。ユルゲン・ハーバマスはコミュニケーション的行為を批判理論およびアメリカのプラグマティズムによって形成し、近代性に関する言明に対するポストモダンからの挑戦に対する応答として確立した。同輩たるドイツの社会学者ウルリッヒ・ベックは『危険社会』(1992年)を近代国家が組織される方法の説明として発表した。イギリスでは、アンソニー・ギデンズが周期的に起こる理論の二分化を構造理論によって調停した。1990年代にはギデンズは「ハイ・モダニティ」に対する挑戦を続けるとともに、新たな「第三の道」を提示してイギリスの「新しい労働党」やアメリカ合衆国のクリントン政権に大きく影響した。ポーランドの主導的な社会学者ジグムント・バウマンは広範にモダンおよびポストモダンの概念について、特に歴史的現象としてのホロコーストおよび消費者主義について著作活動を行った。ピエール・ブルデューが文化資本に関する研究を続けて大きな批判的絶賛を得た一方で、特にジャン・ボードリヤールやミシェル・マフェゾリのようなフランスのある種の社会学者は錯乱状態にあるとか、相対主義に陥ったなどとして批判された。

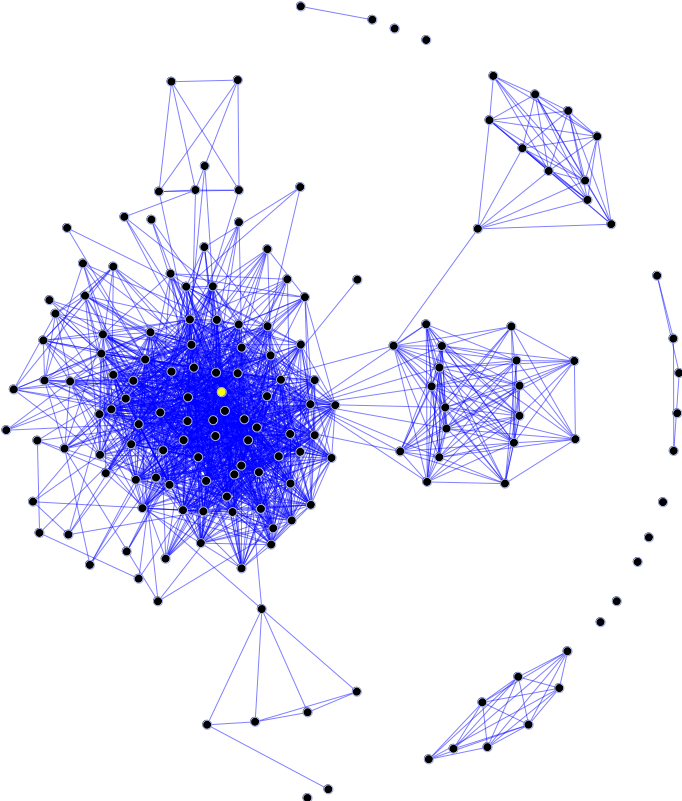
社会的ネットワークの模式図

ニクラス・ルーマンのような機能主義体系の理論家は世紀の終わりまで社会学に支配的な影響力を保った。1994年に、ロバート・キング・マートンが科学社会学における功績によってアメリカ国家科学賞を受賞した。今日に至るまで実証主義学派は、特にアメリカ合衆国において一般的である。社会学を扱っている中で最もよく引用されるアメリカの雑誌、『American Journal of Sociology』と『American Sociological Review』は主に実証主義学派の研究を掲載しており、特に前者は極端な多様性を排除している(一方『British Journal of Sociology』は主に非実証主義者の研究を掲載している)。20世紀には社会学で用いる定量的方法の発展が顕著であった。経年で同じ人々を調査する縦断的調査の発展により、研究者が長期にわたる現象を調査できるようになり、研究者の因果関係を推論する能力が増大した。新たな調査法によるデータセットの増大に伴って、このデータを分析するための新たな統計手法が発明された。この種の分析は大抵SAS、Stata、あるいはSPSSといった統計解析ソフトウェアを用いて行われる。
実証主義学派の新たなパラダイムの一例として社会的ネットワーク分析がある。社会ネットワーク分析の影響は経済社会学(例えば、ジェームズ・クライド・ミッチェル、ハリソン・ホワイト、マーク・グラノヴェッターの研究を参照)、組織論、歴史社会学、政治社会学、教育社会学といった社会学の多くの下位分野に浸透している。より独立した、ホワイト・ミルズの精神を受け継いだ経験的社会学や、スタンリー・アロノヴィッツによるミルズの研究していたアメリカ合衆国のパワー・エリートの研究の小規模な復興も見られる。

## 関連文献
- 菊池綾子、村川隆『20世紀アメリカ社会学史』現代文芸社、1958年6月。
- 宮永孝『社会学伝来考：明治・大正・昭和の日本社会学史』角川学芸出版、2011年7月。ISBN 9784046532374
- 佐久間孝正 編著『現代の社会学史』創風社、1990年4月。ISBN 4915659283
- 佐々木徹郎『米国社会学と教育：教育社会学史』関書院、1960年9月。
- 斎藤正二『社会学史講義』新評論、1977年6月。
- 山岸健、船津衛 編著『社会学史の展開』北樹出版、1993年4月。ISBN 4893842986
- 児玉幹夫 編著『社会学史の展開』学文社、1993年4月。ISBN 4762004790
- 秋元律郎『日本社会学史：形成過程と思想構造』早稲田大学出版部、1979年5月。
- 小笠原真『日本社会学史への誘い』世界思想社〈Sekaishiso seminar〉、2000年3月。ISBN 4790708004
- 小笠原真『理論社会学への誘い：アメリカ社会学史断章』有斐閣、1993年4月。ISBN 4641075654
- 新明正道『社会学史概説』岩波書店〈岩波全書セレクション〉、2007年11月。ISBN 9784000218917
- 星明『中国と台湾の社会学史』行路社、1995年2月。
- 星明『中国社会学史：清末民国, 反右派闘争, 改革開放下の社会学』フィールドワーカーズ、2023年7月。ISBN 9784991299902
- 星明『中国社会学史の研究』一粒書房、2021年1月。ISBN 9784864319638
- 倉橋重史『社会学史点描』晃洋書房、1994年4月。ISBN 4771007101
- 早瀬利雄『アメリカ社会学史概論』横浜市立大学社会学研究会、1962年4月。
- 早川洋行 編著『よくわかる社会学史』ミネルヴァ書房〈やわらかアカデミズム・「わかる」シリーズ〉、2011年4月。ISBN 9784623059904
- 大澤真幸『社会学史』講談社〈講談社現代新書〉、2019年3月。ISBN 9784062884495
- 仲川秀樹 編著『社会学史入門：黎明期から現代的展開まで』ミネルヴァ書房、2020年4月。ISBN 9784623088294
- 辻正二『アンビバランスの社会学：アメリカ社会学史断章』恒星社厚生閣、2001年3月。ISBN 4769909349
- 内藤莞爾『フランス社会学史研究：デュルケム学派とマルセル・モース』恒星社厚生閣〈社会学叢書〉、1988年9月。ISBN 4769906250
- 馬場明男『社会学史』時潮社、1972年11月。
- 馬場明男『社会学史論集』時潮社、1975年4月。
- 飯田哲也『現代日本の社会学史』学文社、2014年5月。ISBN 9784762024603
- 米沢和彦『ドイツ社会学史研究：ドイツ社会学会の設立とヴァイマル期における歴史的展開』恒星社厚生閣〈社会学叢書〉、1991年11月。ISBN 4769907184
- 片桐雅隆『自己の発見：社会学史のフロンティア』世界思想社、2011年1月。ISBN 9784790715047
- 本田喜代治『社会学史入門：社会史的考察』培風館、1962年8月。
- 矢澤修次郎『現代アメリカ社会学史研究』東京大学出版会〈現代社会学叢書〉、1984年11月。ISBN 4130550136
- 有賀長雄『社会学史』社会学通信会〈社会学文庫〉、1977年9月。
- 有賀長雄『日本最初の社会学史』いなほ書房〈社会学選書〉、2007年3月。ISBN 9784434104770